# BOSS Open 2022
BOSS Open 2022 — тенісний турнір, що проходив на трав'яних кортах у місті Штутгарт (Німеччина) з 6 по 12 червня. Належав до категорії ATP 250, був турніром серії Stuttgart Open 2022 року.

## Фінальна частина

### Одиночний розряд
Маттео Берреттіні —  Енді Маррей 6–4, 5–7, 6–3

### Парний розряд
Веслі Колгоф /  Ніл Скупскі —  Меттью Ебден /  Макс Перселл 4–6, 7–5, [10–6]